# Sensible World of Soccer
Sensible World of Soccer, também conhecido por SWOS, é um jogo eletrônico de futebol lançado em 1994 para Commodore Amiga, MS-DOS e Windows 95, sendo o quarto jogo da franquia Sensible Soccer. Em 2007, Sensible World of Soccer ganhou um remake pela Codemasters para a Xbox Live Arcade.
Desenvolvido pela Sensible Software e publicado pela Renegade, GT Interactive e Codemasters, o game era 2D e inovou ao colocar o modo manager, sendo o primeiro jogo do gênero a ter esse modo de jogo. A introdução do jogo é famosa por conta da música "Goalscoringsuperstarhero" composta especialmente para o game por Jon Hare, Richard Joseph e Jackie Reed.
Até hoje Sensible World of Soccer é o jogo eletrônico de futebol com o maior número de equipes incluídas, com um total de 1300 clubes, 142 seleções e 48 equipes personalizadas predefinidas, totalizando 1490 times ao todo, e 27.000 jogadores, aproximadamente.
Em 1996, Sensible World of Soccer foi eleito o melhor jogo eletrônico de todos os tempos pela revista Amiga Power. Em 2007, ele foi incluído na lista "os dez jogos eletrônicos mais importantes de todos os tempos". A lista, que foi divulgada durante a Game Developers Conference daquele ano, que foi realizada em San Francisco-CA, foi elaborada por Henry Lowood (curador de História da Ciência e Tecnologia Coleções da Universidade de Stanford), Warren Spector, Steve Meretzky (estes dois, designers de jogos), Matteo Bittanti (pesquisador) e Christopher Grant (jornalista). A inclusão de Sensible World of Soccer nesta lista é notável por três motivos: é o único jogo na lista desenvolvido na Europa, é o único jogo de esportes na lista, e é o jogo mais recente na lista. Em 2017, "Sensible World of Soccer" foi eleito o melhor jogo eletrônico de futebol de todos os tempos pela revista inglesa especializada em futebol FourFourTwo, que fez o seguinte comentário: "A escolha de Sensible World of Soccer em primeiro no lugar de PES e FIFA Soccer é que, ao contrário dos outros, que precisaram de anos de evolução, o Sensible trouxe uma evolução incrível. Mais de 24 mil jogadores e 1,5 mil times estavam na base de dados desse jogo".

## Competições
- World Cup
- European Championship
- EUFA Cup
- European Champions Cup
- European Cup-Winners Cup
- DIY League
- DIY Cup
- DIY Tournament

## Ligas
Europa (838 clubes em 43 países)
| - Division 1 - Bundesliga - Division 1 - First Division - First Division - Division 1 - Division 1 - First Division - First Division - Premier League - Championship - Football League One - Football League Two - First Division - Division I - First Division - Ligue 1 - Ligue 2 - Bundesliga - 2. Bundesliga - Alpha Ethniki - Eredivisie - Eerste Divisie - First League - Division One - First Division | - Serie A - Serie B - First Division - Division I - Division 1 - Premier Division - First League - Tippeligaen - Ekstraklasa - Primeira Liga - League of Ireland - Liga I - Football League - Lega Nazionale - Premier Division - Division One - Division Two - Division Three - First Division - First Division - La Liga - Segunda Division - Allsvenskan - Süper Lig - National League - Football League - First League |

América do Norte, Central e Caribe (96 clubes em 3 países)
- Primera División
- Division 1
- Division 2
- Division 3
- Premier Division
- Division I
- Major League Soccer

América do Sul (204 clubes em 11 países)
| - Primera División - Segunda División - Primera División - Campeonato Brasileiro - Primera Liga - Categoria Primera A | - Primera División - Primera División - Primera División - Hoofdklasse - Primera División - Primera División |

África (40 clubes em 3 países)
- Ligue Nationale
- Division I
- Premier League

Ásia (42 clubes em 3 países)
- I-League
- Football League
- J.League D1
- J.League D2

Oceania (80 clubes em 2 países)
- First Division
- South Division
- NSW Division
- Queensland Division
- Northern Region
- Central Region
- Southern Region

## Seleções
Europa (52 seleções)
| - Albânia - Andorra - Armênia - Áustria - Azerbaijão - Bielorrússia - Bélgica - Bósnia e Herzegovina - Bulgária - Croácia - Chipre - Tchéquia - Dinamarca - Inglaterra - Estónia - Ilhas Faroé - Finlândia - França | - Geórgia - Alemanha - Grécia - Países Baixos - Hungria - Islândia - Israel - Itália - Cazaquistão - Letónia - Liechtenstein - Lituânia - Luxemburgo - Macedônia do Norte - Malta - Moldávia - Irlanda do Norte | - Noruega - Polónia - Portugal - Irlanda - Romênia - Rússia - San Marino - Escócia - Eslováquia - Eslovênia - Espanha - Suécia - Suíça - Turquia - Ucrânia - País de Gales - Iugoslávia |

América do Norte, Central e Caribe (16 seleções)
| - Bermudas - Canadá - Costa Rica - El Salvador - Guatemala | - Guiana - Honduras - Jamaica - México - Nicarágua | - Panamá - São Cristóvão e Neves - São Vicente e Granadinas - Suriname - Trinidad e Tobago - Estados Unidos |

América do Sul (10 seleções)
| - Argentina - Bolívia - Brasil - Chile - Colômbia | - Equador - Paraguai - Peru - Uruguai - Venezuela |

África (36 seleções)
| - Argélia - Angola - Benim - Botsuana - Burquina Fasso - Burquina Fasso - Camarões - Congo - RD Congo - Egito - Etiópia - Gabão - Gâmbia | - Gana - Guiné - Costa do Marfim - Quénia - Lesoto - Libéria - Malawi - Mali - Marrocos - Moçambique - Níger - Nigéria | - Senegal - Serra Leoa - África do Sul - Sudão - Essuatíni - Tanzânia - Togo - Tunísia - Uganda - Zâmbia - Zimbabwe |

Ásia (32 seleções)
| - Afeganistão - Bahrein - Bangladesh - Brunei - China - Hong Kong - Índia - Indonésia - Irã - Iraque - Japão | - Jordânia - Kuwait - Laos - Malásia - Maurícia - Myanmar - Coreia do Norte - Omã - Paquistão - Papua-Nova Guiné - Filipinas | - Catar - Arábia Saudita - Singapura - Coreia do Sul - Sri Lanka - Síria - República da China - Emirados Árabes Unidos - Vietnã - Iêmen |

Oceania (4 seleções)
- Austrália
- Fiji
- Nova Zelândia
- Ilhas Salomão

## Original Custom Teams
| - 90 Minutes XI - A.C. Artisan - Baby Boomer - Bad Habits - Bad Jokes - Binary Athletic - Booby Banyan F.C. - Cheap Thrills - Cheeseboard - Chelmsford City - Cyfa Babes - Daily Star F.C. - Dippy Wanderers - Donkey United - Doorstops - Emotion Overkill - Emperor City - Essex Boys - Flown Canaries - Gamesmaster - Gamesworld - Graeme's Family - Internet 101 (exclusiva da versão Xbox Live Arcade, substitui Liverpool XI) - J Team - Just Nipping Out - Kebab Shop - Liverpool XI | - Members Only - Norwich and Ban - Oap Home (Boys) - Oap Home (Girls) - On the Milkfloat - Professionals - Random Things - Scout Badges - Select Magazine - Sensible XI - Sixteen Dwarves - SWOS Deadlines - The Bible - The Collectors - The Sad Truth - The Slagheap - True Blue - TWI - Unique - Up the Eagles - Wave United - What I Am |

## Edited Custom Teams
| - 90 Minutes XI - A.C. Artisan - AF Select XI - Alphabet Section - Amiga Action - Amiga Computing - Amiga Power - At the Barbers - Babes Faves - Baby Boomer - Bad Habits - Binary Athletic - Bits of a Car - Cheap Thrills - Cheeseboard - Chelmsford City - Chilhood Hills - Custom Anagrams - Donkey United - Doorstops - Emotion Overkill - Emperor City - Essex Boys | - Fairytales - Flown Canaries - Fruit Juices - Gamesmaster - Gamesworld - Graeme's Family - In the Bath - Into the Void - Joker Team - Kebab Shop - Liverpool XI - Members Only - More Sad Things - Music United - Norwich and Ban - Oap Home (Boys) - Oap Home (Girls) - On the Milkfloat - Precious Stones - Professionals - Random Things - Renegade - Safari Rangers - Scout Badges - Select Magazine |

## Prêmios e Honrarias
| Ano  | Crítica/Especialistas | Categoria                                                      | Resultado | Ref.  |
| ---- | --------------------- | -------------------------------------------------------------- | --------- | ----- |
| 1996 | Revista Amiga Power   | Melhores jogos eletrônicos de todos os tempos                  | 1o Lugar  | [ 2 ] |
| 2007 | Vários Especialistas  | Os 10 jogos eletrônicos Mais Importantes de Todos os Tempos    | Incluído  | [ 3 ] |
| 2017 | Revista Four-Four-Two | Os 23 Melhores jogos eletrônicos de futebol de todos os tempos | 1o Lugar  | [ 4 ] |